# Mikako Tabe
Mikako Tabe (多部 未華子?, Tabe Mikako; Tokyo, 25 gennaio 1989) è un'attrice giapponese.
Si è fatta apprezzare nel ruolo svolto nel musical dedicato a Sailor Moon. È impegnata sia nel teatro che nel cinema e nella televisione dove ha partecipato a numerosi dorama di successo.

## Filmografia

### Cinema
| Titolo giapponese                        | Titolo Romaji                                   | Anno | Ruolo assunto     | Note  |
| ---------------------------------------- | ----------------------------------------------- | ---- | ----------------- | ----- |
| LIAR GAME -再生-                         | Liar Game: Reborn                               | 2012 | Shinomiya Yū      | [ 1 ] |
| 源氏物語 千年の謎                        | Genji Monogatari: Sennen no Nazo                | 2011 | Noue Aoi          | [ 2 ] |
| 君に届け                                 | Kimi ni todoke                                  | 2010 | Sawako Kuronuma   | [ 3 ] |
| ケンタとジュンとカヨちゃんの国           | Kenta to Jun to Kayo-chan no Kuni               | 2010 | Yumika            |       |
| フィッシュストーリー                     | Fisshu sutōri (Fish Story)                      | 2009 | Asami             |       |
| こわい童謡 裏の章                        | Kowai dōyō: Ura no shō                          | 2007 | Masaki Ayane      |       |
| こわい童謡 表の章                        | Kowai dōyō: Omote no shō                        | 2007 | Masaki Ayane      |       |
| 西遊記                                   | Saiyūki                                         | 2007 | Princess Reimi    |       |
| 俺は、君のためにこそ死ににいく           | Ore wa, kimi no tame ni koso shini ni iku       | 2007 | Reiko             |       |
| 夜のピクニック                           | Yoru no pikunikku                               | 2006 | Takako Koda       |       |
| ルート２２５                             | Rūto 225                                        | 2006 | Jericho Tanaka    |       |
| 青空のゆくえ                             | Aozora no yukue                                 | 2005 | Haruna Kawahara   |       |
| ヒノキオ                                 | Hinokio                                         | 2005 | Kudo Jun          |       |
| メールで届いた物語 『CHANGE THE WORLD!』 | Meeru de todoita monogatari [CHANGE THE WORLD!] | 2005 | Angel school girl |       |
| ゴーヤーちゃんぷるー                     | Gōyā Chanpurū                                   | 2005 | Hiromi Suzuki     |       |
| 理由                                     | Riyū                                            | 2004 | Shinoda Izumi     |       |

### Televisione
| Titolo giapponese         | Titolo Romaji                       | Anno | Ruolo assunto    | Note   |
| ------------------------- | ----------------------------------- | ---- | ---------------- | ------ |
|                           | Boku no ita jikan                   | 2014 |                  |        |
|                           | Tokyo Bandwagon                     | 2013 |                  |        |
| 大奥[有功・家光篇]        | Ōoku: Arikoto-Iemitsu Hen           | 2012 | Tokugawa Iemitsu | [ 4 ]  |
| 浪花少年探偵団            | Naniwa Shōnentanteidan              | 2012 | Shinobu Takeuchi | [ 5 ]  |
| デカワンコ 新春スペシャル | Deka Wanko Shinshun Supesharu       | 2012 | Hanamori Ichiko  | [ 6 ]  |
| ジウ 警視庁特殊犯捜査係   | Jiu: Keishichou Tokushuhan Sousakei | 2011 | Kadokura Misaki  | [ 7 ]  |
| デカワンコ                | Deka Wanko                          | 2011 | Hanamori Ichiko  | [ 6 ]  |
| GM~踊れドクター           | GM: Odore Dokuta                    | 2010 | Momoko Komukai   | [ 8 ]  |
| 不毛地帯                  | Fumō Chitai                         | 2009 | Naoko Iki        | [ 9 ]  |
| つばさ                    | Tsubasa                             | 2009 | Tsubasa Tamaki   | [ 10 ] |
| ヤスコとケンジ            | Yasuko to Kenji                     | 2008 | Yasuko Oki       | [ 11 ] |
| 鹿男あをによし            | Shikaotoko Aoniyoshi                | 2008 | Ito Hotta        | [ 12 ] |
| 山田太郎ものがたり        | Yamada Tarō monogatari              | 2007 | Takako Ikegami   | [ 13 ] |
| すみれの花咲く頃          | Sumire no Hana Saku Koro            | 2007 | Endo Kimiko      | [ 14 ] |
| 対岸の彼女                | Taigan no kanojo                    | 2006 | Noguchi Nanako   | [ 15 ] |